# サンペドロ・デ・アタカマ

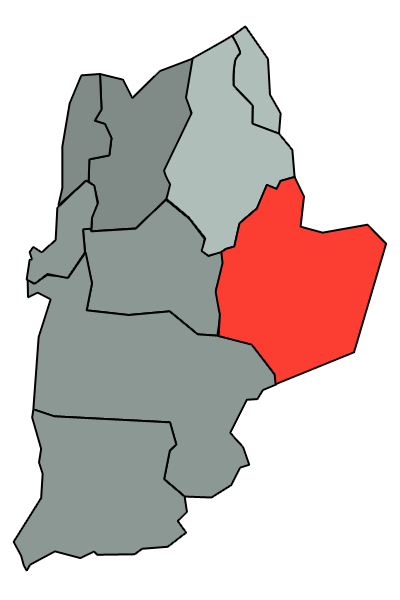
サンペドロ・デ・アタカマ

サンペドロ・デ・アタカマ（San Pedro de Atacama）は、チリ共和国、アントファガスタ州（II州）、エルロア県の行政区分の1つ。また、その中心となる町の名称。観光地として知られる。

## 主な観光名所
- タティオ温泉 - 80以上の間欠泉がある温泉。
- アタカマ塩湖 - 世界大三位の面積を誇る（8,000 km²/3,100 mi²）。アタカマ砂漠中央部の塩湖（塩類平原）。
- チャクサ湖 - アタカマ塩湖にある湖(水のある部分)。フラミンゴが見られる。
- プカラ遺跡 -12世紀のアタカメーニョ によって作られた遺跡群。
- プリタマ温泉
- ミスカンティ湖 - 標高4,100 m に位置する湖。
- リカンカブール山 - サンペドロ・デ・アタカマから見える火山、富士山によく似ている。
- 死の谷 - 巨岩群がみられる
- Valle de la Luna（月の谷） -  月面のようにみえるとされる谷、塩の鉱山跡が見られる。
- アタカマ大型ミリ波サブミリ波干渉計（アルマ望遠鏡） - 日本を含む国際協力で運用される電波望遠鏡。週末に一部施設の見学が可能。

## ギャラリー

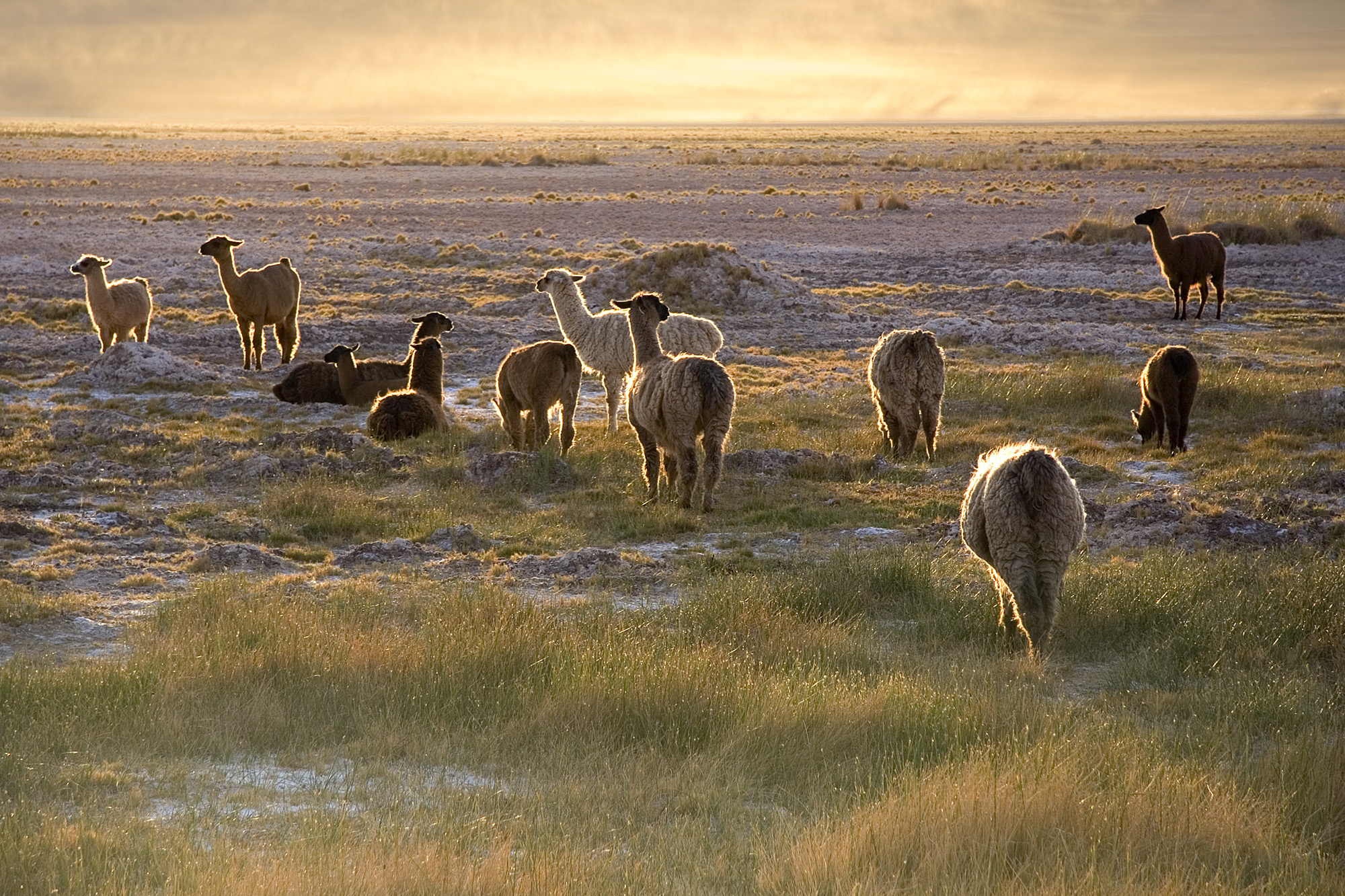
サン・ペドロ・デ・アタカマの近くでの夕方のリャマ達
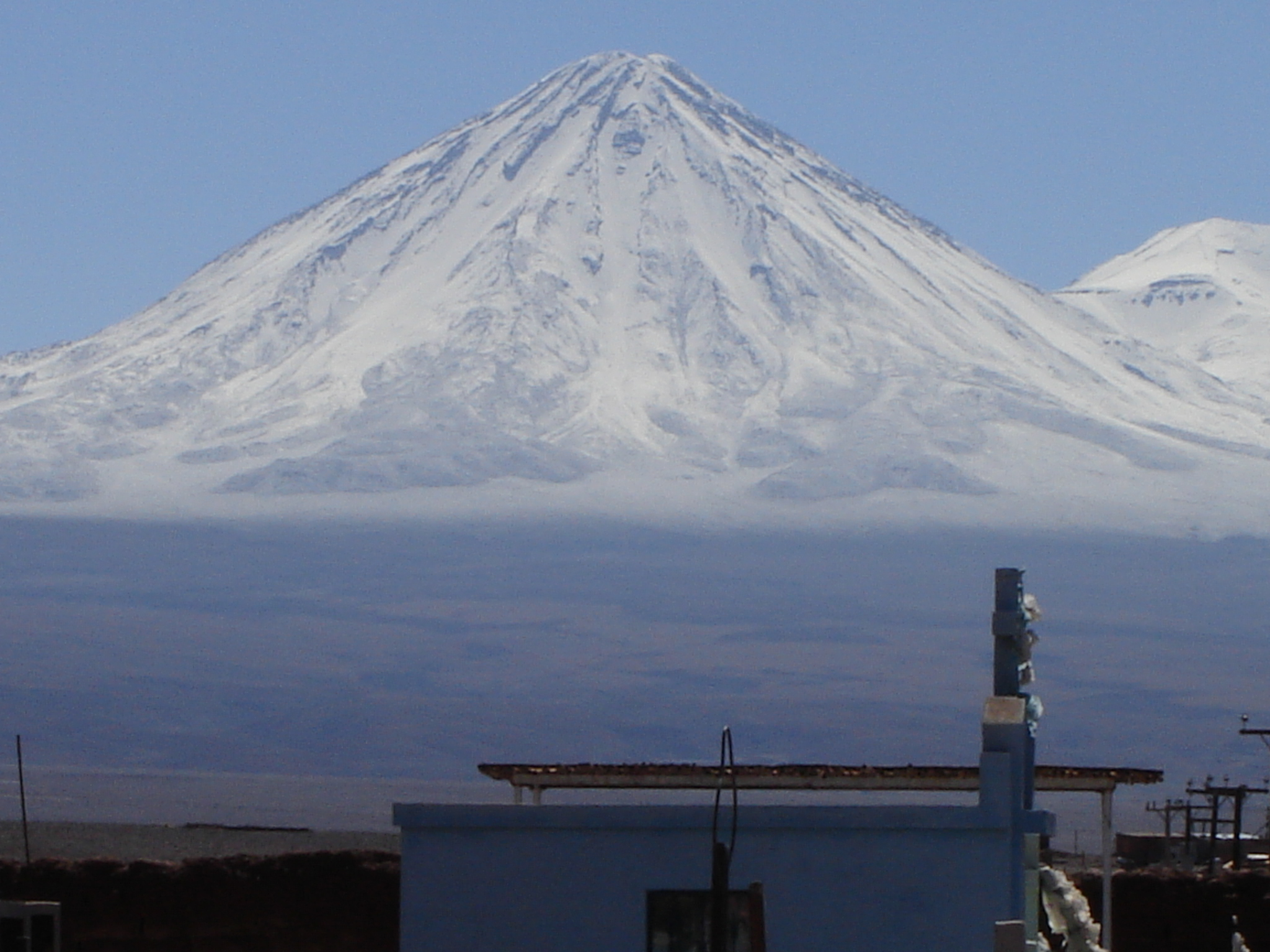
リカンカブール山, サンペドロから見たリカンカブール火山
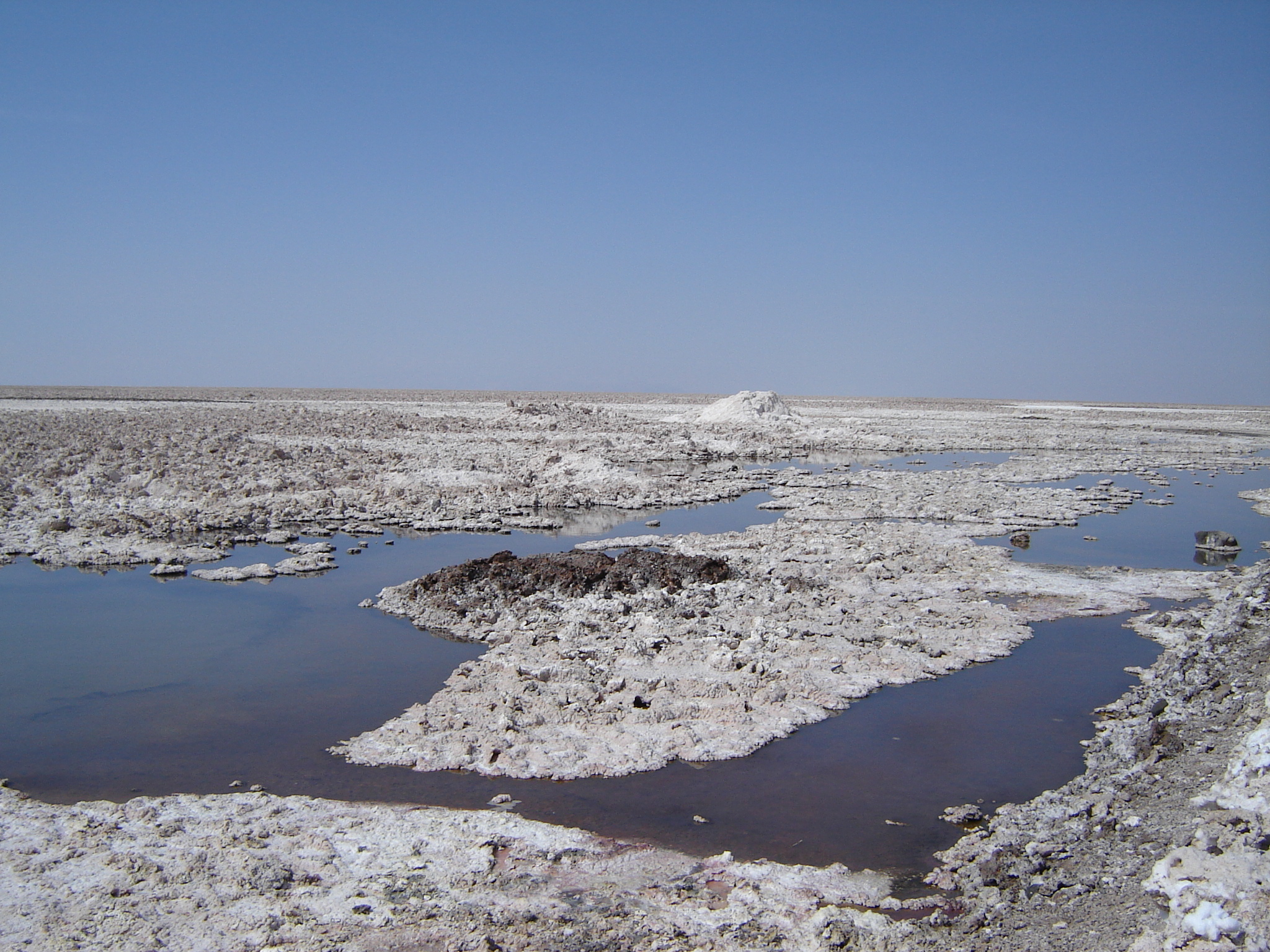
アタカマ塩湖にあるチャクサ湖.
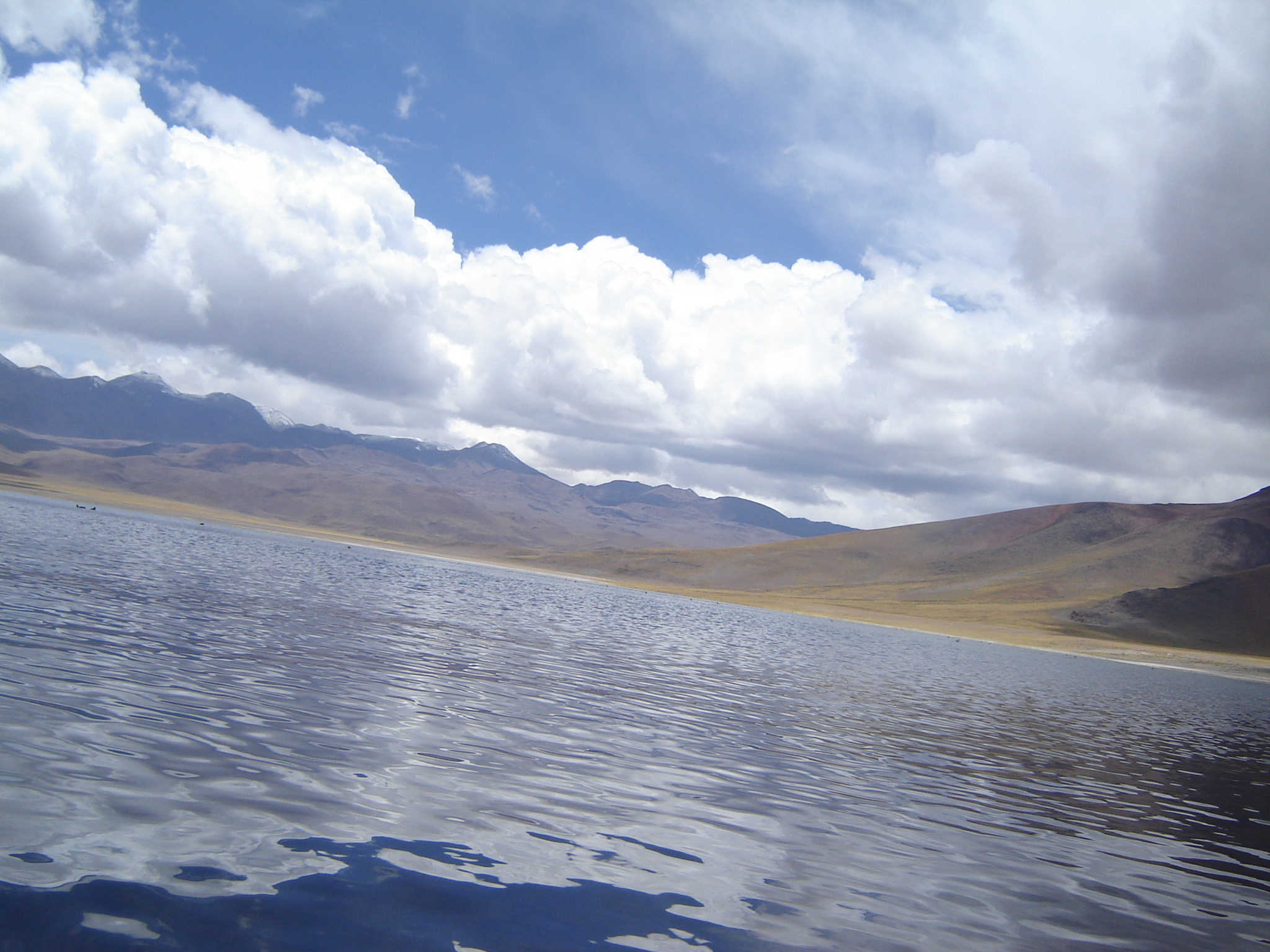
ミスカンティ湖
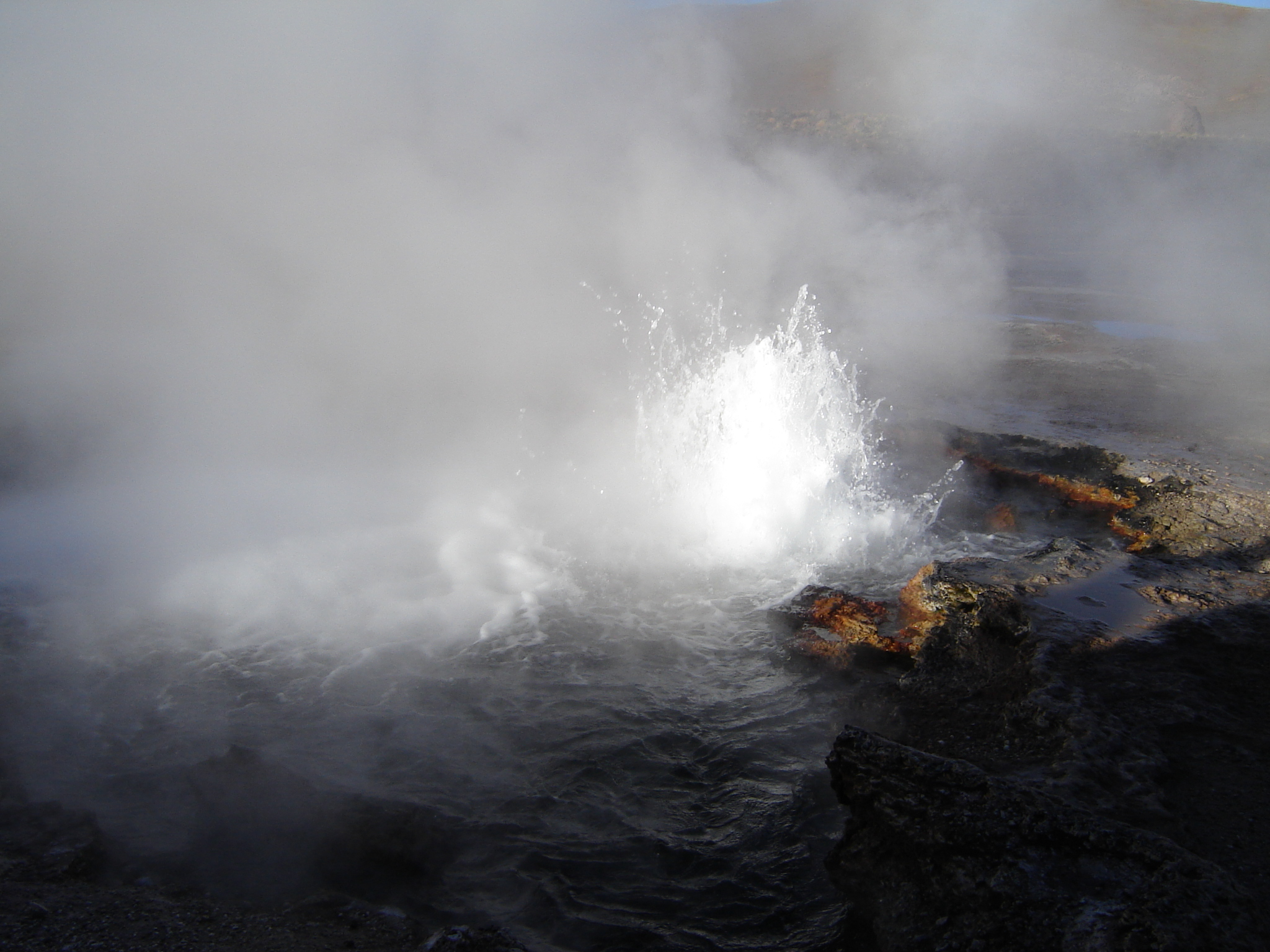
El Tatio, タティオ温泉の間欠泉